# Discografia di Pitbull
Questa pagina contiene la discografia di Pitbull.

## Album in studio
| Anno | Titolo         | Classifiche | Classifiche | Classifiche | Classifiche | Classifiche | Classifiche | Classifiche | Classifiche | Classifiche | Classifiche | Classifiche | Certificazioni            |
| Anno | Titolo         | USA         | USA Rap     | CAN         | AUS         | FRA         | GER         | IRE         | ITA         | SPA         | SWI         | UK          | Certificazioni            |
| ---- | -------------- | ----------- | ----------- | ----------- | ----------- | ----------- | ----------- | ----------- | ----------- | ----------- | ----------- | ----------- | ------------------------- |
| 2004 | M.I.A.M.I.     | 14          | —           | —           | —           | —           | —           | —           | —           | —           | —           | —           | - USA: Oro                |
| 2006 | El Mariel      | 15          | 2           | —           | —           | —           | —           | —           | —           | —           | —           | —           |                           |
| 2007 | The Boatlift   | 50          | 5           | —           | —           | 27          | —           | —           | —           | 90          | 23          | —           |                           |
| 2009 | Rebelution     | 8           | 1           | 3           | 65          | 24          | 34          | 88          | —           | 74          | 8           | —           | - CAN: Oro - MEX: Oro     |
| 2010 | Armando        | 65          | 6           | —           | —           | —           | —           | —           | —           | —           | —           | —           | - USA: Oro                |
| 2011 | Planet Pit     | 7           | 2           | 4           | 5           | 14          | 6           | 15          | 8           | 5           | 3           | 11          | - AUS: Oro - CAN: Platino |
| 2012 | Global Warming | 14          | 1           | 12          | 14          | 43          | 21          | 59          | —           | 38          | 15          | —           |                           |
| 2013 | Meltdown       | —           | —           | —           | —           | —           | —           | —           | —           | —           | —           | —           |                           |

## Singoli
| Anno | Titolo                                                 | Classifiche | Classifiche | Classifiche | Classifiche | Classifiche | Classifiche | Classifiche | Classifiche | Classifiche | Classifiche | Classifiche | Certificazioni                                                                                                  | Album di provenienza         |
| Anno | Titolo                                                 | USA         | AUS         | CAN         | FRA         | GER         | ITA         | NLD         | NZL         | SPA         | SWI         | UK          | Certificazioni                                                                                                  | Album di provenienza         |
| --- | ------------------------------------------------------ | ----------- | ----------- | ----------- | ----------- | ----------- | ----------- | ----------- | ----------- | ----------- | ----------- | ----------- | --- | ---------------------------- |
| 2004 | Culo (featuring Lil Jon)                               | 32          | —           | —           | —           | —           | —           | —           | —           | —           | —           | —           | | M.I.A.M.I.                   |
| 2004 | That's Nasty (featuring Lil Jon e Fat Joe)             | —           | —           | —           | —           | —           | —           | —           | —           | —           | —           | —           | | M.I.A.M.I.                   |
| 2004 | Back Up                                                | —           | —           | —           | —           | —           | —           | —           | —           | —           | —           | —           | | M.I.A.M.I.                   |
| 2004 | Toma (featuring Lil Jon)                               | 108         | —           | —           | —           | —           | —           | —           | —           | —           | —           | —           | | M.I.A.M.I.                   |
| 2004 | Dammit Man                                             | 119         | —           | —           | —           | —           | —           | —           | —           | —           | —           | —           | | M.I.A.M.I.                   |
| 2005 | Everybody Get Up (featuring Pretty Ricky)              | —           | —           | —           | —           | —           | —           | —           | —           | —           | —           | —           | | Money Is Still a Major Issue |
| 2006 | Bojangles                                              | 91          | —           | —           | —           | —           | —           | —           | —           | —           | —           | —           | | El Mariel                    |
| 2006 | Ay chico (Lengua afuera)                               | 92          | —           | —           | —           | —           | —           | —           | —           | —           | —           | —           | | El Mariel                    |
| 2006 | Dime (Remix) (featuring Ken-Y)                         | 116         | —           | —           | —           | —           | —           | —           | —           | —           | —           | —           | | El Mariel                    |
| 2007 | Be Quiet                                               | —           | —           | —           | —           | —           | —           | —           | —           | —           | —           | —           | | El Mariel                    |
| 2007 | Secret Admirer (featuring Lloyd)                       | —           | —           | —           | —           | —           | —           | —           | —           | —           | —           | —           | | The Boatlift                 |
| 2007 | The Anthem (featuring Lil Jon)                         | 36          | —           | —           | 6           | —           | —           | —           | —           | —           | 64          | —           | | The Boatlift                 |
| 2008 | Go Girl (featuring Trina e Young Bo$$)                 | 83          | —           | —           | —           | —           | —           | —           | —           | —           | —           | —           | | The Boatlift                 |
| 2008 | Sticky Icky (featuring Jim Jones)                      | —           | —           | —           | —           | —           | —           | —           | —           | —           | —           | —           | | The Boatlift                 |
| 2008 | Krazy (featuring Lil Jon)                              | 30          | 38          | 70          | —           | —           | —           | —           | —           | —           | 59          | —           | - USA: Oro | Rebelution                   |
| 2009 | I Know You Want Me (Calle Ocho)                        | 2           | 6           | 2           | 1           | 8           | 6           | 1           | 3           | 1           | 2           | 4           | - USA: 2× Platino - AUS: Platino - CAN: 3× Platino - SPA: 3× Platino - UK: Argento                              | Rebelution                   |
| 2009 | Hotel Room Service                                     | 8           | 11          | 7           | —           | 22          | —           | 14          | 29          | 15          | 11          | 9           | - AUS: Platino - US: Platino - CAN: 2× Platino                                                                  | Rebelution                   |
| 2009 | Shut It Down (featuring Akon)                          | 42          | 18          | 23          | —           | 30          | —           | —           | 25          | —           | 34          | 33          | - AUS: Oro - CAN: Platino                                                                                       | Rebelution                   |
| 2010 | Watagatapitusberry                                     | —           | —           | —           | —           | —           | —           | —           | —           | —           | —           | —           | | Armando                      |
| 2010 | Maldito alcohol (vs. Afrojack)                         | —           | —           | —           | —           | —           | —           | —           | —           | —           | —           | —           | | Armando                      |
| 2010 | Bon, Bon                                               | 61          | 72          | —           | —           | 39          | —           | —           | —           | 38          | 47          | —           | | Armando                      |
| 2010 | Tu cuerpo (featuring Jencarlos)                        | —           | —           | —           | —           | —           | —           | —           | —           | —           | —           | —           | | Armando                      |
| 2010 | Hey Baby (Drop It to the Floor) (featuring T-Pain)     | 7           | 10          | 10          | 24          | 24          | —           | —           | 23          | —           | 19          | 38          | - AUS: 2× Platino - CAN: 3× Platino - SWI: Oro                                                                  | Planet Pit                   |
| 2011 | Give Me Everything (featuring Ne-Yo, Afrojack e Nayer) | 1           | 2           | 1           | 2           | 2           | 4           | 1           | 2           | 2           | 2           | 1           | - AUS: 6× Platino - CAN: 4× Platino - NZL: 2× Platino - SPA: Platino - SWI: Oro - UK: Platino                   | Planet Pit                   |
| 2011 | Rain Over Me (featuring Marc Anthony)                  | 30          | 9           | 7           | 2           | 7           | —           | 16          | 7           | 1           | 3           | 28          | - AUS: Platino - CAN: Platino - NZL: Oro - SPA: Platino - SWI: Oro                                              | Planet Pit                   |
| 2011 | International Love (featuring Chris Brown)             | 13          | 10          | 21          | —           | 35          | 7           | 13          | 13          | 10          | —           | —           | - AUS: Platino - NZL: Oro                                                                                       | Planet Pit                   |
| 2012 | Back in Time                                           | 11          | 4           | 5           | —           | 84          | 10          | 35          | 6           | 21          | —           | —           | - AUS: 3× Platino - GER: Platino - AUT: Platino - SWI: Oro - CAN: 3× Platino                                    | Global Warming               |
| 2013 | Get It Started (featuring Shakira)                     | 89          | 31          | 42          | —           | 31          | —           | —           | —           | 14          | 32          | 64          | - CAN: Oro | Global Warming               |
| 2013 | Don't Stop the Party (featuring TJR)                   | 17          | 15          | 8           | —           | 23          | —           | —           | 23          | 16          | 59          | 7           | - USA: Platino - AUS: 2× Platino - UK: Silver - CAN: 3× Platino                                                 | Global Warming               |
| 2013 | Feel This Moment (featuring Christina Aguilera)        | 8           | 6           | 4           | —           | 9           | —           | —           | 5           | 1           | 7           | 5           | - USA: Platino - AUS: 2× Platino - UK: Silver - GER: Oro - AUT: Oro - SWI: Platino - CAN: 4× Platino - SPA: Oro | Global Warming               |
| 2013 | Outta Nowhere (featuring Danny Mercer)                 | —           | —           | —           | —           | 67          | —           | —           | —           | —           | —           | —           | | Global Warming               |
| 2013 | Timber (featuring Kesha)                               | 1           | 4           | 2           | —           | 7           | 7           | —           | 3           | 31          | 10          | —           | - AUS: 5x Platino - SWE: Oro - CAN: 7x Platino - NZL: Platino                                                   | Global Warming: Meltdown     |
| "—" denota un brano o disco che non è entrato in classifica o non è stato pubblicato in quel territorio |                                                        |             |             |             |             |             |             |             |             |             |             |             | |                              |

## Collaborazioni
| Anno | Titolo                                                                                      | Classifiche | Classifiche | Classifiche | Classifiche | Classifiche | Classifiche | Classifiche | Classifiche | Classifiche | Classifiche | Certificazioni | Album di provenienza             |
| Anno | Titolo                                                                                      | USA         | AUS         | AUT         | CAN         | FRA         | GER         | NZL         | SPA         | SWI         | UK          | Certificazioni | Album di provenienza             |
| --- | ------------------------------------------------------------------------------------------- | ----------- | ----------- | ----------- | ----------- | ----------- | ----------- | ----------- | ----------- | ----------- | ----------- | --- | -------------------------------- |
| 2005 | Shake (Ying Yang Twins featuring Pitbull)                                                   | 41          | —           | —           | —           | —           | —           | —           | —           | —           | 49          | | U.S.A. (United State of Atlanta) |
| 2005 | Hit the Floor (Twista featuring Pitbull)                                                    | 94          | —           | —           | —           | —           | —           | —           | —           | —           | —           | | The Day After                    |
| 2005 | Kamasutra (Adassa featuring Pitbull)                                                        | —           | —           | —           | —           | —           | —           | —           | —           | —           | —           | | Kamasutra                        |
| 2006 | Get Freaky (Play-N-Skillz featuring Pitbull)                                                | —           | —           | —           | —           | —           | —           | —           | —           | —           | —           | | /                                |
| 2006 | Holla at Me (DJ Khaled featuring Lil Wayne, Paul Wall, Fat Joe, Rick Ross and Pitbull)      | 59          | —           | —           | —           | —           | —           | —           | —           | —           | —           | | Listennn... the Album            |
| 2006 | Born-N-Raised (DJ Khaled featuring Trick Daddy, Rick Ross and Pitbull)                      | —           | —           | —           | —           | —           | —           | —           | —           | —           | —           | | Listennn... the Album            |
| 2007 | Crazy (Lumidee featuring Pitbull)                                                           | —           | —           | 65          | —           | 53          | 35          | —           | —           | —           | 74          | | Unexpected                       |
| 2008 | Mi alma se muere (Fuego featuring Omega and Pitbull)                                        | —           | —           | —           | —           | —           | —           | —           | —           | —           | —           | | Chosen Few III soundtrack        |
| 2008 | Move Shake Drop (DJ Laz featuring Flo Rida, Casely and Pitbull)                             | 56          | —           | —           | —           | —           | —           | —           | —           | —           | —           | | Category 6                       |
| 2008 | Swing (Remix) (Savage featuring Pitbull)                                                    | —           | —           | —           | —           | —           | —           | —           | —           | —           | —           | | Savage Island                    |
| 2009 | Feel It (DJ Felli Fel featuring T-Pain, Sean Paul, Flo Rida and Pitbull)                    | —           | —           | —           | —           | —           | —           | —           | —           | —           | —           | | /                                |
| 2009 | Shooting Star (Party Rock Remix) (David Rush featuring Pitbull, Kevin Rudolf and LMFAO)     | —           | —           | —           | 66          | —           | —           | —           | —           | —           | —           | | Feel the Rush Vol. 1             |
| 2009 | Now I'm That Bitch (Livvi Franc featuring Pitbull)                                          | 114         | —           | —           | —           | —           | —           | —           | —           | —           | 40          | | Underground Sunshine             |
| 2009 | Outta Control (Baby Bash featuring Pitbull)                                                 | 112         | —           | —           | —           | —           | —           | —           | —           | —           | —           | | /                                |
| 2009 | Patron Tequila (Vanguards Remix) (Paradiso Girls featuring Pitbull and Lil Jon)             | —           | —           | —           | —           | —           | —           | —           | —           | —           | —           | | /                                |
| 2009 | Future Love (Kristina DeBarge featuring Pitbull)                                            | 125         | —           | —           | —           | —           | —           | —           | —           | —           | —           | | Exposed                          |
| 2009 | Now You See It (Shake That Ass) (Honorebel featuring Pitbull and Jump Smokers)              | —           | —           | —           | —           | —           | —           | —           | —           | —           | —           | | Club Scene                       |
| 2009 | Ni rosas ni juguetes (Mr. 305 Remix) (Paulina Rubio featuring Pitbull)                      | —           | —           | —           | —           | —           | —           | —           | —           | —           | —           | | /                                |
| 2010 | Egoísta (Belinda featuring Pitbull)                                                         | —           | —           | —           | —           | —           | —           | —           | —           | —           | —           | | Carpe Diem                       |
| 2010 | Armada Latina (Cypress Hill featuring Marc Anthony and Pitbull)                             | 106         | —           | —           | 96          | —           | —           | —           | —           | —           | —           | | Rise Up                          |
| 2010 | All Night Long (Alexandra Burke featuring Pitbull)                                          | —           | 48          | —           | —           | —           | 60          | —           | —           | —           | 4           | - UK: Argento | Overcome                         |
| 2010 | I Like It (Enrique Iglesias featuring Pitbull)                                              | 4           | 2           | 6           | 1           | 2           | 10          | 7           | 4           | 6           | 3           | - USA: 3× Platino - AUS: 3× Platino - UK: Oro - SWI: Oro - CAN: 3× Platino - SPA: Platino - NZL: Platino                                    | Euphoria                         |
| 2010 | I Wanna (Honorebel featuring Pitbull)                                                       | —           | —           | —           | —           | —           | —           | —           | —           | —           | —           | | Club Scene                       |
| 2010 | Rock It Like It's Spring Break (Jump Smokers featuring Pitbull)                             | —           | —           | —           | —           | —           | —           | —           | —           | —           | —           | | Kings of the Dancefloor!         |
| 2010 | Get to Know Me Better (Naughty by Nature featuring Pitbull)                                 | —           | —           | —           | —           | —           | —           | —           | —           | —           | —           | | Anthem Inc.                      |
| 2010 | Oye Baby (Nicola Fasano featuring Pitbull)                                                  | —           | —           | —           | —           | —           | —           | —           | —           | —           | —           | | /                                |
| 2010 | DJ Got Us Fallin' in Love (Usher featuring Pitbull)                                         | 4           | 3           | 5           | 2           | 3           | 5           | 4           | 11          | 4           | 7           | - AUS: 4× Platino - UK: Oro - GER: Oro - AUT: Oro - SWI: Platino - CAN: 2× Platino - NZL: Platino                                           | Versus                           |
| 2010 | One Thing Leads to Another (Ray J featuring Pitbull)                                        | —           | —           | —           | —           | —           | —           | —           | —           | —           | —           | | Raydiation 2                     |
| 2011 | On the Floor (Jennifer Lopez featuring Pitbull)                                             | 3           | 1           | 1           | 1           | 1           | 1           | 2           | 1           | 1           | 1           | - USA: 3× Platino - AUS: 4× Platino - UK: Platino - GER: 2× Platino - SWI: 4× Platino - CAN: 5× Platino - SPA: 3× Platino - NZL: 2× Platino | Love?                            |
| 2011 | Rabiosa (Shakira featuring Pitbull o El Cata)                                               | 110         | —           | 6           | 38          | 6           | 26          | —           | 1           | 3           | —           | - SWI: Oro - SPA: Platino | Sale el Sol                      |
| 2011 | Boomerang (DJ Felli Fel featuring Akon, Pitbull and Jermaine Dupri)                         | —           | —           | —           | —           | —           | —           | —           | —           | —           | —           | | /                                |
| 2011 | Bumpy Ride (Remix) (Mohombi featuring Pitbull and Machel Montano)                           | —           | —           | —           | —           | —           | —           | —           | —           | —           | —           | | /                                |
| 2011 | Fired Up (Fuck the Recession) (Shaggy featuring Pitbull)                                    | —           | —           | —           | —           | —           | —           | —           | —           | —           | —           | | Summer in Kingston               |
| 2011 | Suave (Kiss Me) (Nayer featuring Mohombi and Pitbull)                                       | —           | —           | —           | 34          | 49          | —           | —           | —           | —           | —           | | /                                |
| 2011 | Danza Kuduro (Throw Your Hands Up) (Qwote featuring Pitbull and Lucenzo)                    | —           | 3           | —           | —           | —           | —           | 29          | —           | —           | 13          | - AUS: 3× Platino | /                                |
| 2011 | Pass at Me (Timbaland featuring Pitbull)                                                    | 104         | 61          | —           | —           | 100         | 27          | —           | —           | —           | 40          | | /                                |
| 2011 | I Like How It Feels (Enrique Iglesias featuring Pitbull and The WAV.s)                      | 74          | 26          | —           | 11          | —           | —           | 19          | 14          | —           | 135         | - AUS: Oro - CAN: Platino | /                                |
| 2011 | We Run the Night (Remix) (Havana Brown featuring Pitbull)                                   | 26          | —           | —           | 48          | —           | —           | —           | —           | —           | —           | - USA: Platino | When the Lights Go Out           |
| 2011 | Bailando por el mundo (Juan Magán featuring Pitbull and El Cata)                            | 109         | —           | —           | —           | —           | —           | —           | 22          | 15          | —           | | The King of Dance                |
| 2011 | U Know It Ain't Love (R.J. featuring Pitbull)                                               | —           | —           | 52          | —           | 185         | 49          | —           | —           | 43          | —           | | /                                |
| 2011 | Crazy People (Sensato featuring Pitbull and Sak Noel)                                       | —           | —           | —           | —           | —           | —           | —           | —           | —           | 164         | | Crazy Society Trilogy            |
| 2011 | Rock the Boat (Bob Sinclar featuring Pitbull, Dragonfly and Fatman Scoop)                   | —           | 39          | 51          | 99          | 22          | 45          | —           | 21          | 20          | —           | | Disco Crash                      |
| 2012 | Raise the Roof (Hampenberg and Alexander Brown featuring Pitbull, Fatman Scoop and Nabiha)  | —           | —           | —           | —           | —           | —           | —           | —           | —           | —           | | /                                |
| 2012 | Name of Love (Jean-Roch featuring Pitbull and Nayer)                                        | —           | —           | —           | —           | 49          | —           | —           | —           | —           | —           | | Music Saved My Life              |
| 2012 | Richest Man (Play-N-Skillz featuring Pitbull)                                               | —           | —           | —           | —           | —           | —           | —           | —           | —           | —           | | Alter Egos                       |
| 2012 | Bedroom (Redd featuring Pitbull and Qwote)                                                  | —           | —           | 39          | —           | —           | 40          | —           | —           | 41          | —           | | /                                |
| 2012 | Dance Again (Jennifer Lopez featuring Pitbull)                                              | 17          | 28          | 8           | 4           | 15          | 14          | 12          | 4           | 14          | 11          | - USA: Platino - AUS: Oro - CAN: Platino - SPA: Oro                                                                                         | Dance Again... the Hits          |
| 2012 | There She Goes (Taio Cruz featuring Pitbull)                                                | —           | —           | 8           | 65          | 65          | 5           | —           | —           | 2           | 12          | - GER: Oro - SWI: Oro | TY.O                             |
| 2012 | Beat on My Drum (Gabry Ponte and Sophia Del Carmen featuring Pitbull)                       | —           | —           | —           | —           | —           | —           | —           | —           | —           | —           | | /                                |
| 2012 | I'm All Yours (Jay Sean featuring Pitbull)                                                  | 85          | 13          | 57          | 53          | 107         | 40          | 22          | —           | —           | —           | - AUS: 2× Platino | So High                          |
| 2012 | Ai se eu te pego (If I Get Ya) (Mr. Worldwide Remix) (Michel Teló featuring Pitbull)        | —           | —           | —           | —           | —           | —           | —           | —           | —           | —           | | /                                |
| 2012 | Sin ti (I Don't Want to Miss a Thing) (Dyland & Lenny featuring Pitbull and Beatriz Luengo) | —           | —           | —           | —           | —           | —           | —           | —           | —           | —           | | My World 2                       |
| 2012 | Bad (Afrojack Remix) (Michael Jackson featuring Pitbull)                                    | —           | —           | 45          | —           | —           | —           | —           | —           | —           | —           | | Bad 25                           |
| 2012 | Hiya Hiya (Khaled featuring Pitbull)                                                        | —           | —           | —           | —           | —           | —           | —           | —           | —           | —           | | C'est la vie                     |
| 2013 | Sexy People (The Fiat Song) (Arianna featuring Pitbull)                                     | 97          | —           | —           | —           | —           | —           | —           | —           | —           | —           | | /                                |
| 2013 | Spring Love 2013 (Stevie B featuring Pitbull)                                               | —           | —           | —           | —           | —           | 87          | —           | —           | —           | —           | | /                                |
| 2013 | Live It Up (Jennifer Lopez featuring Pitbull)                                               | 60          | 20          | 23          | 16          | 67          | 36          | 27          | 10          | 33          | 17          | - AUS: Oro - CAN: Oro | /                                |
| 2013 | Chasing Shadows (Jamie Drastik featuring Pitbull and Havana Brown)                          | —           | —           | —           | —           | —           | —           | —           | —           | —           | —           | | /                                |
| 2013 | Habibi I Love You (Ahmed Chawki featuring Pitbull)                                          | —           | —           | —           | —           | 153         | —           | —           | —           | —           | —           | | /                                |
| 2013 | Exotic (Priyanka Chopra featuring Pitbull)                                                  | —           | —           | —           | 74          | —           | —           | —           | —           | —           | —           | | /                                |
| 2013 | Can't Believe It (Flo Rida featuring Pitbull)                                               | 102         | 8           | 16          | —           | —           | 4           | 36          | —           | 19          | —           | - AUS: Oro | The Perfect 10                   |
| 2013 | Sopa de Caracol - Yupi (Elvis Crespo featuring Pitbull)                                     | —           | —           | —           | —           | —           | —           | —           | —           | —           | —           | | One Flag                         |
| 2013 | Seize the Night (Honorebel featuring Pitbull)                                               | —           | —           | —           | —           | —           | —           | —           | —           | —           | —           | | /                                |
| 2013 | FCK (Gary Caos featuring Pitbull and Snow Tha Product)                                      | —           | —           | —           | —           | —           | —           | —           | —           | —           | —           | | /                                |
| 2013 | Get on the Floor (vamos dancar) (Carolina Márquez featuring Pitbull and Dale Saunders)      | —           | —           | —           | —           | —           | —           | —           | —           | —           | —           | | /                                |
| 2014 | I'm a Freak (Enrique Iglesias featuring Pitbull)                                            | —           | 45          | —           | —           | —           | —           | —           | 36          | —           | —           | | Sex + Love                       |
| 2014 | Mmm Yeah (Austin Mahone featuring Pitbull)                                                  | 60          | —           | —           | —           | —           | —           | —           | —           | —           | 67          | | Junior Year                      |
| 2014 | El Taxi (Osmani García featuring Sensato and Pitbull)                                       | —           | —           | —           | —           | 39          | —           | —           | 8           | —           | —           | | Los Éxitos                       |
| 2014 | Can't Get Enough (Becky G featuring Pitbull)                                                | —           | —           | —           | —           | —           | —           | —           | —           | —           | —           | | Play It Again                    |
| 2018 | Move to Miami (Enrique Iglesias featuring Pitbull)                                          | —           | —           | —           | —           | —           | —           | —           | —           | —           | —           | | Play It Again                    |
| 2019 | Tócame (Elettra Lamborghini featuring Pitbull)                                              | —           | —           | —           | —           | —           | —           | —           | —           | —           | —           | | Twerking Queen                   |
| "—" denota un brano o disco che non è entrato in classifica o non è stato pubblicato in quel territorio |                                                                                             |             |             |             |             |             |             |             |             |             |             | |                                  |